# アイ・ニード・ユー (リアン・ライムスの曲)
「アイ・ニード・ユー」 (I Need You) はアメリカ合衆国の女性カントリー歌手のリアン・ライムスの楽曲。

## 概要
この楽曲は、彼女の8枚目で同名のアルバムである『アイ・ニード・ユー』に収録された曲で、同アルバムから最初のシングルとして2000年7月18日にリリースされた。
各国の週間シングルチャートでは、アメリカ合衆国で11位、イギリスで13位などを記録した。

## チャート
| チャート（2000年）               | 最高順位 |
| -------------------------------- | -------- |
| イギリス（全英シングルチャート） | 13       |
| アメリカ（Billboard Hot 100）    | 11       |